# Terroranschlag am 1. Januar 2011 in Alexandria
Bei dem Terroranschlag am 1. Januar 2011 in Alexandria handelt es sich um einen Terroranschlag vor der al-Qiddissine-Kirche in Alexandria in Ägypten, der um 00:20 Uhr Ortszeit stattfand. Beim Anschlag starben mindestens 23 Personen, weitere 97 Personen wurden verletzt.

## Verlauf
Gegen 00:20 Uhr Ortszeit kam es vor der Al-Qiddissine-Kirche in Alexandria zu einer Explosion einer Autobombe, als etwa 1000 Anhänger der christlichen Minderheit der Kopten den Neujahrsgottesdienst verließen. Der Sprengsatz enthielt ca. 100 Kilogramm Sprengstoff. Unmittelbar nach der Explosion wurden 21 Personen getötet und weitere 97 Personen verletzt, darunter mindestens acht Muslime. Zudem wurde eine benachbarte Moschee teilweise beschädigt. Am 4. Januar starben weitere zwei Personen durch Verletzungen, die sie beim Anschlag erlitten hatten. Damit beläuft sich die Anzahl der Toten auf 23 Personen.

## Täter
Ägyptische Behördenangaben zufolge handelte es sich mit hoher Wahrscheinlichkeit um ein Selbstmordattentat. Jedoch erklärte ein Sprengstoffexperte der Polizei kurz nach dem Attentat, dass die Explosion wohl nicht von einem Selbstmordattentäter verübt worden sei. Die Bombe sei vor der Kirche in einem grünen Auto versteckt gewesen, das von mehreren Augenzeugen beschrieben worden sei. In Augenzeugenberichten taucht auch immer wieder ein Mann auf, der kurz vor der Explosion neben dem Wagen stand und mit dem Handy telefonierte. Am 4. Januar gaben Sicherheitskreise in Kairo bekannt, dass man den Kopf eines asiatisch aussehenden Mannes gefunden habe, bei dem es sich höchstwahrscheinlich um den Attentäter handele.
Der saudische Fernsehsender al-Arabiya teilte am 7. Februar 2011 mit, der ägyptische Generalstaatsanwalt habe eine Untersuchung gegen den am 28. Januar entmachteten ägyptischen Innenminister  Habib el-Adly wegen des Verdachtes eröffnet, Drahtzieher des Terroranschlags zu sein. Am 5. März 2011 berichtete al-Arabiya, dass Habib al-Adli im Jahr 2004 eine Einheit eingerichtet habe, deren Aufgabe Operationen unter falscher Flagge gewesen seien. Über diese Einheit heißt es, dass sie u. a. auch an
diesem Terroranschlag beteiligt gewesen sein soll. Als Quelle werden geleakte Dokumente des britischen Geheimdienstes genannt.

## Folgen
Unmittelbar nach dem Terroranschlag kam es zu Übergriffen zwischen anwesenden Kopten und Muslimen. Anschließend trieb die Polizei mit Tränengas die Menge auseinander. Zudem wurde eine benachbarte Moschee von anwesenden Kopten angegriffen. Am Nachmittag des 1. Januar versammelten sich erneut zahlreiche Kopten, die Sicherheitskräfte mit Flaschen und Steinen bewarfen. Auch in den folgenden Tagen versammelten sich immer wieder Tausende Kopten und Muslime zu gemeinsamen Demonstrationen gegen den Terrorismus. Der Gouverneur von Alexandria, Adel Labib, vermutete Qaidat al-Dschihad fi Bilad ar-Rafidain, den irakischen Ableger der Terrororganisation al-Qaida, hinter dem Anschlag. Dieser hatte über eine Terroristen-Webseite im Vorfeld den koptischen Christen mit Anschlägen auf ihre Kirchen während des koptischen Weihnachtsfests (7. Januar) gedroht. Auf einer Liste mit anzugreifenden Zielen befand sich auch die Kirche in Alexandria. Zudem wurde 2010 ein Anschlag auf die Sayidat-al-Nejat-Kathedrale in Bagdad durchgeführt, bei der ebenfalls der irakische al-Qaida-Ableger als Urheber unter Verdacht steht.

## Reaktionen
Ägyptens damaliger Staatspräsident Hosni Mubarak verurteilte den Anschlag in einer ersten Reaktion und rief Christen wie Muslime zur Geschlossenheit im „gemeinsamen Kampf gegen den Terrorismus“ auf. Er äußerte zugleich die Vermutung, dass „ausländische Kräfte“ für den Anschlag verantwortlich seien.
Papst Benedikt XVI. erneuerte bei seiner Neujahrsmesse im Petersdom seine insbesondere nach vielen weltweiten Anschlägen auf Christen 2010 wiederholt vorgebrachte Forderung an die Regierungen von Ländern mit christlichen Minderheiten, diese besser vor religiös motivierten Gewalttaten zu schützen.
Der koptische Erzbischof Arweis warf der Regierung vor, die koptische Minderheit nicht ausreichend geschützt zu haben, da trotz der gezielten Bedrohung durch al Qaida gegen die angegriffene Kirche und der Tatsache, dass sich zum Zeitpunkt des Anschlags über 1000 Menschen in der Kirche befanden, nur drei Soldaten und ein Polizist zum Schutz der Kopten vor Ort waren.
Die Europäische Union verurteilte den Anschlag scharf und mahnte, das Recht der Christen auf Religionsfreiheit in Ägypten müsse geschützt werden.
Der Koordinationsrat der Muslime in Deutschland nahm zum Anschlag folgende Stellung: Wir verurteilen diesen schrecklichen und unmenschlichen Anschlag auf das Schärfste. Wer Menschen so hinterhältig und grausam Schaden zufügt und ermordet, kann sich auf keine Religion oder eine andere Weltanschauung berufen. Weiter sagte der Sprecher Erol Pürlü laut einer in Köln veröffentlichten Mitteilung: Der Koran fordert den Schutz des Lebens und den Schutz von Gotteshäusern.
In den Niederlanden boten Muslime Solidarität und Schutz durch Bewachung der koptischen Kirchen in Amsterdam, Eindhoven und Utrecht an. „Die koptischen Christen, wir selbst und alle Niederländer haben einen gemeinsamen Feind: den Terrorismus“, erklärten drei muslimische Verbände.
Unterdessen gingen die Proteste der Christen weiter. An Demonstrationszügen beteiligten sich auch viele Muslime, so auch an der islamischen al-Azhar-Universität in Kairo, wo Muslime riefen: „Ich bin Muslim, und ich lehne dies ab“ sowie „Wir sagen nein, zu denjenigen, die Ägypten in Brand setzen wollen“.
Ali Gomaa, der Großmufti von Ägypten, wandte sich in einem Gastbeitrag im Berliner Tagesspiegel an die deutsche Öffentlichkeit und erklärte, dass "der Islam absolut gegen Extremismus und Terrorismus" sei und dass es notwendig wäre, die "Faktoren" zu verstehen, "die die Rationalisierung von Terrorismus und Extremismus liefern", weil man sonst niemals in der Lage sein könne, "diese Geißel aus der Welt zu schaffen".

## Hintergründe
Die den ägyptischen Kopten nahestehende ägyptische Journalistin Mary Abdelmassih sieht in der behördlichen Deutung von einem Selbstmordattentäter als Einzeltäter den Versuch des ägyptischen Innenministers, von seinem eigenen Versagen abzulenken und womöglich auch zu verschleiern, dass Sympathisanten und evtl. auch die Täter aus seinem Umfeld stammen. Als Grund für diese Vermutung nennt sie, dass es einen Tag vor dem Attentat, d. h. am 31. Dezember, in Alexandria eine gegen die Koptische Kirche und deren Papst Schenuda III. gerichtete Demonstration salafistischer Muslime gegeben habe, die sich für die "Freilassung" der beiden Priesterfrauen Wafaa Constatine und Camilia Shehata eingesetzt hätte. Al-Qaida nahestehende Gruppen behaupten, dass diese beiden Frauen zum Islam konvertiert seien und sie gegen ihren Willen von der Koptischen Kirche in Klöstern festgehalten würden. Daraus leiteten sie ein "Recht" zum Angriff auf koptische Gottesdienste ab.
In Ägypten kommt es immer wieder zu Angriffen auf die koptische Minderheit. So wurden unter anderem während des koptischen Weihnachtsfestes ein Jahr zuvor sechs Kopten und ein muslimischer Polizist vor einer Kirche in Nag Hammadi erschossen.